# بير مادسن
بير مادسن (بالدنماركية: Per Madsen)‏ هو لاعب كرة قدم دنماركي، ولد في 20 أغسطس 1944. شارك مع منتخب الدنمارك لكرة القدم.